# Svensson Ridge
Svensson Ridge ist ein felsiger Gebirgskamm im ostantarktischen Mac-Robertson-Land. In der Athos Range der Prince Charles Mountains ragt er 1,5 km nordwestlich des Mount Starlight auf.
Luftaufnahmen und Vermessungen der Australian National Antarctic Research Expeditions aus den Jahren von 1955 bis 1965 dienten seiner Kartierung. Das Antarctic Names Committee of Australia benannte ihn nach Alf Åke Svensson, Wetterbeobachter auf der Davis-Station im Jahr 1964.